# Semampir (Kraksaan)
Semampir is een bestuurslaag in het regentschap Probolinggo van de provincie Oost-Java, Indonesië. Semampir telt 3842 inwoners (volkstelling 2010).